# Pseudocrangonyx asiaticus
Pseudocrangonyx asiaticus is een vlokreeftensoort uit de familie van de Pseudocrangonyctidae. De wetenschappelijke naam van de soort is voor het eerst geldig gepubliceerd in 1934 door Uéno.